# 卡阿瓦 (夏威夷州)
卡阿瓦（英語：Kaaawa）是位於美國夏威夷州檀香山縣的一個人口普查指定地區。

## 地理
卡阿瓦的座標為21°33′25″N 157°51′19″W / 21.55694°N 157.85528°W，而該地最高點為海拔高度2米（即6英尺）。

## 人口
根據2010年美國人口普查的數據，卡阿瓦的面積為3.40平方千米，當中陸地面積為2.10平方千米，而水域面積為1.30平方千米。當地共有人口1379人，而人口密度為每平方千米405.59人。